# Rivière Moisie
Pour les articles homonymes, voir Moisie.
La rivière Moisie (innu-aimun : Mishta-shipu) est un cours d'eau de la région administrative de la Côte-Nord, au Québec, au Canada. D'une longueur de 410 km, elle prend sa source dans le lac Ménistouc à une altitude de 520 mètres et coule en direction sud pour se jeter dans l'estuaire du Saint-Laurent à un point situé à quelque 25 kilomètres à l’est de Sept-Îles.
La superficie de son bassin hydrographique est de 19 200 km2, et son débit moyen est de 490 m3/s, ce qui en fait la rivière au volume le plus important le long de la moyenne Côte-Nord du fleuve Saint-Laurent. Son courant est fort et ses rapides sont nombreux. Sa vallée profonde et accidentée est couverte d'épinettes, de sapins, de bouleaux, de trembles et de pins. C'est une des meilleures rivières à saumons et à truites de l'est de l'Amérique du Nord. La Compagnie de la Baie d'Hudson possède un poste de traite dans le village de Moisie, à l'embouchure de la rivière.
Le nom Moisie vient probablement d'un nom montagnais. Les Innus la surnomment la Mishta-Shipu, qui signifie « la grande rivière ».

## Histoire

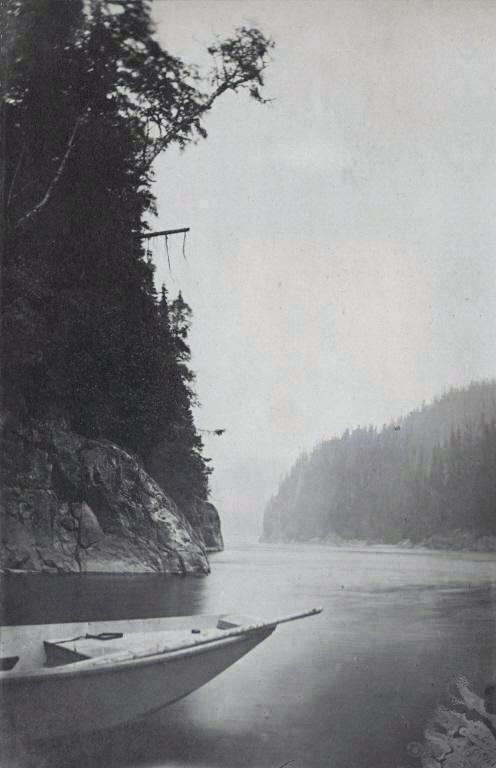
Rivière Moisie, vers 1880

Dès 1535, Jacques Cartier remarque une rivière dans laquelle se retrouvent « des poissons en forme de chevaux » qui s'avèrent être des pinnipèdes. Il nommera pour cette raison le cours d'eau « rivière de Chevaulx », nom qui se retrouvera sur la carte de Mercator de 1569. Le nom de Moisie fait son apparition à la fin du XVIIe siècle. Entre autres, Jean Deshayes utilise le toponyme de rivière Moisie sur sa carte de 1695.
Les autochtones de la région utilisaient la rivière comme voie d'entrée vers les terres intérieures. La compagnie de la Baie d'Hudson possédait un important poste de traite des pelletries dans le village de Moisie situé à l'embouchure de la rivière.

## Toponymie
Les autochtones utilisent différents mots pour nommer la rivière. Différents auteurs citent les noms de Mistshipu, Mistsipi, Mastashibou, Mishtashipit et Mistasipi qui sont tous des mots ayant une signification proche de la grande rivière.
Cartier lui donne son premier nom européen en la nommant rivière de Chevaulx. Ce toponyme restera en vigueur jusqu'à la fin du XVIIe siècle, lorsque le nom moderne de rivière Moisie fera son apparition.

## Accès

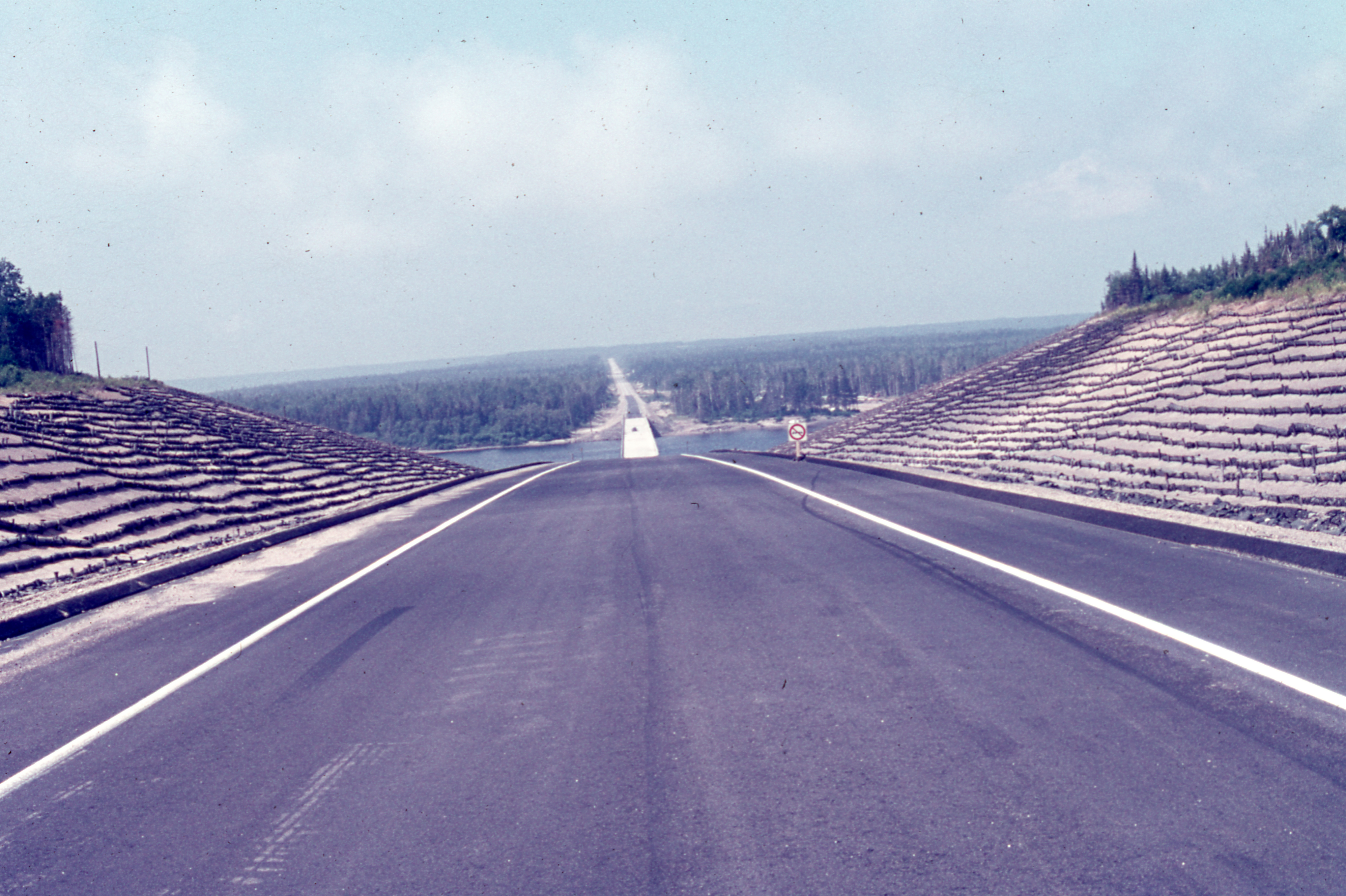
Route nº 138 Est, pont Donald-Gallienne enjambant la rivière Moisie, à partir de Sept-Îles (Ville), hameau Matamec, direction Moisie (Village) 1976

La rivière Moisie est peu accessible. Pour s'y rendre, on utilise soit la route 389 jusqu'au lac De Mille, puis le canot à travers plusieurs systèmes de lacs, soit la route 138, soit le train. En effet, la ligne du chemin de fer de la Côte-Nord et du Labrador reliant Sept-Îles à Schefferville et Labrador City suit une partie des berges de la rivière. Cette ligne, complétée en 1954, permettait le transport du minerai de fer extrait dans le nord d'être acheminé jusqu'au port de Sept-Îles pour être transporté par voie maritime sur le fleuve Saint-Laurent.

## Une réserve aquatique
L'environnement de la rivière Moisie est protégé juridiquement dans le but de lui donner le statut de réserve aquatique. Ce statut permet à la rivière et à une partie de son bassin versant d'être protégée de plusieurs activités humaines qui modifie l'état de la rivière. Toute activité de prospection, d'exploration de fouille ou de décapage du sol y est interdite. L'exploitation minière, gazière ou pétrolière y est prohibée. De plus, l'aménagement forestier et la coupe d'arbre sont interdites. Finalement, l'exploitation hydroélectrique et toute nouvelle construction ne sont plus possibles à l'intérieur de la réserve. Les droits acquis des autochtones sont cependant respectés, particulièrement dans les domaines de la chasse et de la pêche.
Cette protection a pour objectif de contribuer à la conservation de la rivière dans un état naturel et à l'amélioration du milieu naturel dans une optique de protection des espèces (plus particulièrement du saumon de l'Atlantique).
L'interdiction de l'aménagement hydroélectrique permet d'éviter les forts changements qu'ont subis deux rivières voisines (la rivière Manicouagan et la rivière aux Outardes), qui ont été modifiées pour accueillir des barrages et des centrales. En effet, plusieurs composantes naturelles des rivières comme le cycle de pH et la conductivité sont modifiées par la création de barrages. La Moisie évitera donc ces changements à cause de son statut protégé. De plus, ce décret empêche aussi le détournement de deux affluents de la rivière Moisie par Hydro-Québec pour alimenter la rivière Sainte-Marguerite. En effet, il était projeté de dévier le débit des rivières aux Pékans et Carheil pour permettre le développement de la centrale SM-3,.

## Faune et flore
La faune et la flore rencontrées dans le bassin versant de la rivière sont typiques de la forêt boréale qui drape une bonne partie du bouclier canadien au Québec. Sur le plan forestier, la population se compose surtout de sapins et d'épinettes noires. On retrouve aussi plusieurs tourbières dans les environs de la rivière. De pus, plusieurs types de mousses et de lichens couvrent le paysage.
Du côté faunique, tous les animaux qui peuplent habituellement la forêt boréale québécoise peuvent être vus. Entre autres, on observe régulièrement la loutre, le renard roux, l'ours noir, l'orignal et le castor. La rivière abrite plusieurs espèces de poissons comme l'omble de fontaine, l'omble chevalier, le grand brochet et l'anguille d'Amérique. Ses eaux sont fertiles aussi en saumons atlantiques, qui font la joie des pêcheurs.

## Activités

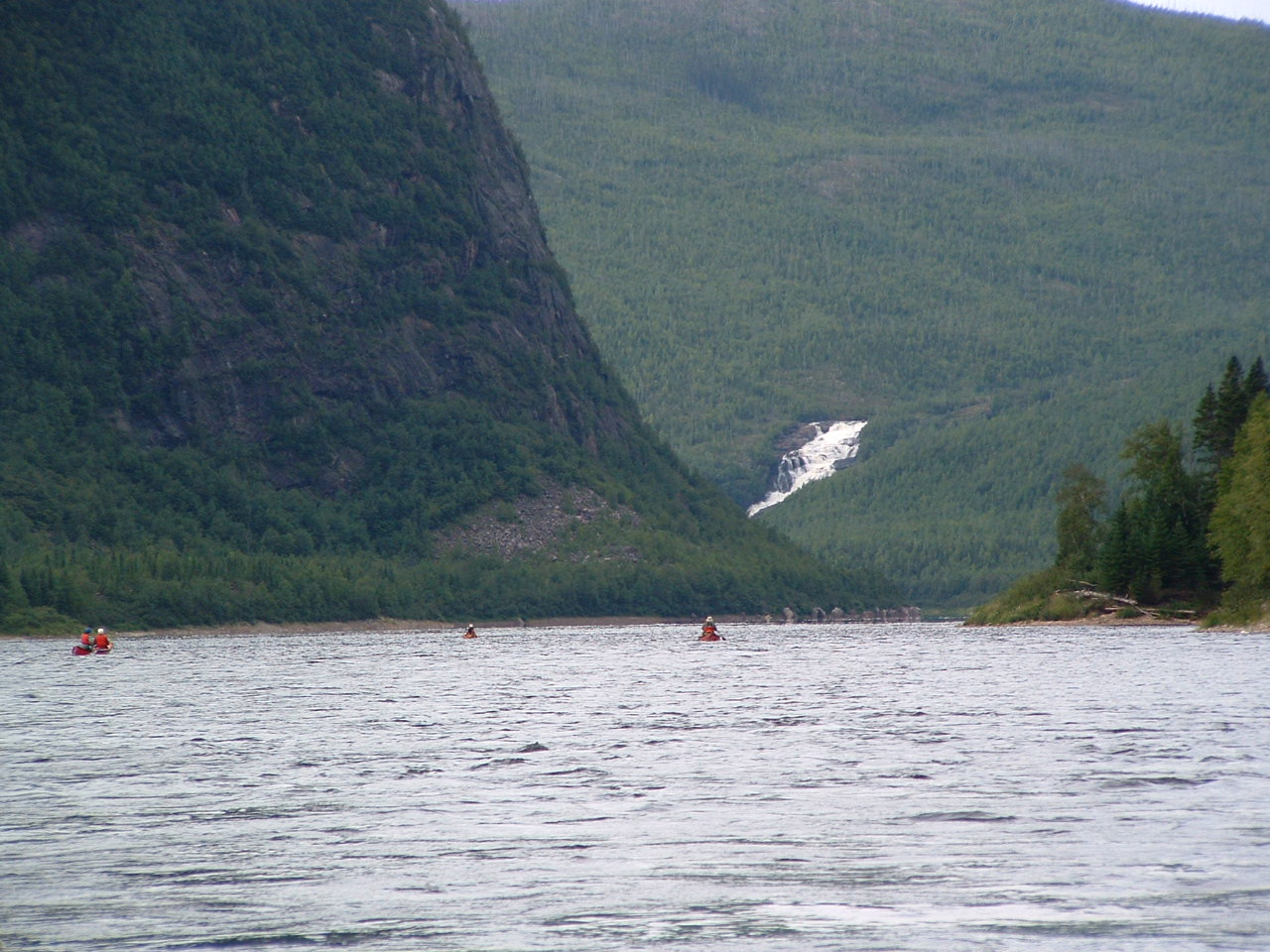
Descente en canoë

Deux activités principales attirent les amateurs de plein air à la rivière Moisie : la pêche au saumon atlantique et la descente en embarcation.
La pêche sportive au saumon sur la Moisie remonte à 1858, les terrains pour cette activité étant alors détenus par de riches anglophones. Depuis 1987, les activités de pêche sont réparties entre une zone d’exploitation contrôlée (zec), que gère lassociation de protection de la rivière Moisie, et 5 autres territoires, gérés par autant de pourvoiries. La pêche au saumon se fait en embarcation à moteur seulement. La pêche à la traîne est permise dans le secteur zec. La pêche à la mouche est obligatoire sur le reste de la rivière et la saison.
Appelée la « Nahanni de l'est » par les descendeurs, le cours d'eau, avec ses nombreux rapides, attire les canotiers et les kayakeurs. La descente complète de la rivière prend une vingtaine de jours et offre une excursion forte en émotions. Sa descente compte plus de 100 rapides et est réputée difficile à cause du niveau changeant de débit et des nombreux portages.